# Вейнтисинко де Майо (бронепалубный крейсер)
Бронепалубный крейсер «Вейнтисинко де Майо» («25 мая») — крейсер аргентинских ВМС конца XIX века. Построен в единственном экземпляре. Назван в честь дня начала Майской революции. Являлся типичным представителем первого поколения «элсвикских» крейсеров, строившихся на экспорт британской компанией Sir W.G. Armstrong & Company. Его дальнейшим развитием для аргентинского флота стал крейсер «Нуэве де Хулио»

## Проектирование и постройка

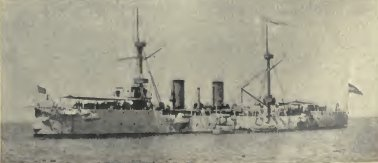
«Вейнтисинко де Майо», 1901 год.

«Вейнтисинко де Майо» был спроектирован главным конструктором известной британской фирмы «Армстронг» Филипом Уоттсом. В основу проекта был положен крейсер «Пьемонте», сконструированный Уоттсом и построенным «Армстронгом» для ВМС Италии. «Пьемонте» произвёл большое впечатление на военно-морские круги сочетанием мощного вооружения и низкой цены, поэтому фирма ожидала дальнейших заказов. Перед Уоттсом ставилась задача создать проект, развивающий прототип, но превосходящий его по всем характеристикам.
Решение о строительстве нового корабля на верфи в Элсвике было принято в июне 1886 года. Крейсер должен был развивать максимально возможную скорость, а его вооружение составляли бы 120-мм скорострельные пушки «Армстронга», вместо 152-мм, применённых на «Пьемонте». Хотя иностранные флоты не спешили с заказом, уверенность Уильяма Армстронга в успехе проекта была так велика, что крейсер заложили 18 июня 1888 года ещё не имея покупателя на него, под названием «Некочеа» (исп. Necochea). В июле 1889 года строящийся крейсер был предложен Чили, но в итоге, в сентябре 1889 года он был куплен на стапеле правительством Аргентины.
Аргентинское правительство задержалось с платежами, поэтому уже готовый крейсер простоял на реке Тайн с апреля по июль 1891 года и лишь в августе 1891 года, когда был произведён последний платёж, корабль вышел к месту службы. Переход через Атлантику прошёл успешно и завершился 17 сентября 1891 года, когда «Вейнтисинко де Майо» прибыл в Буэнос-Айрес.

## Конструкция

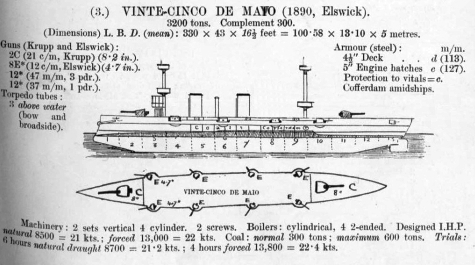
«Вейнтисинко де Майо», схема.

Корпус «Вейнтисинко де Майо» представлял собой увеличенный «Пьемонте». Всё в проекте было подчинено достижению максимально высокой скорости и предельному насыщению вооружением. По настоянию заказчика бак и ют были приподняты, что в сочетании с более высоким, чем у «Пьемонте» бортом, позволило повысить мореходность. В конструкции применялось двойное дно, но ввиду малых размеров корпуса, оно отсутствовало под машинными и котельными отделениями.
Броневая палуба тянулась от носа до кормы, прикрывая погреба и механизмы. Её толщина колебалась от 89 мм над машинной установкой, до 42 мм в других местах и 25 мм в оконечностях. Скосы палубы имели толщину 89 мм в нижней части и 114 мм в верхней. Поскольку машины выступали над палубой, над ними был сделан овальный гласис из брони толщиной 127 мм.
Руководство «Армстронга» предлагало заказчику установить и тонкий броневой пояс, который смог бы дать защиту от фугасных снарядов. Этого предполагалось достигнуть путём незначительного увеличения водоизмещения, а стоимость вопроса составляла 8000 — 10 000 фунтов стерлингов. Однако аргентинцы отказались от предложения под влиянием взглядов Британского Адмиралтейства, предпочитавшего строить бронепалубные крейсера. Вдоль всего борта была устроена дополнительная защита, состоявшая из коффердамов и угольных ям.
«Вейнтисинко де Майо» был оснащён двумя вертикальными паровыми машинами тройного расширения, питавшимися от четырёх традиционных для «Армстронга» огнетрубных паровых котлов. Согласно расчётам конструкторов, крейсер должен был развить скорость 20,75 узла при мощности машин 8300 л.с. и естественной тяге, на искусственной тяге 22 узла при мощности 14 000 л.с. Фактически, на испытаниях эти показатели удалось перекрыть. «Вейнтисинко де Майо» развил скорость 21,24 узла при мощности 8735 л.с. без форсировки, а при мощности 14 050 л.с. разогнался до 22,43 узлов. Таким образом, на момент ввода в строй, «Вейнтисинко де Майо» стал самым быстроходным крейсером в мире.
Нормальный запас угля составлял 300 тонн, максимальный — 620 тонн. Предполагалось, что при максимальном запасе крейсер сможет пройти 10 000 миль на скорости 10 узлов. Фактически, это значение достигло лишь 8000 миль, но и этот показатель был очень хорошим для корабля столь малого водоизмещения.

## Оценка проекта
При вступлении в строй крейсер «Вейнтисинко де Майо» оценивался многими специалистами как выдающийся корабль. По их мнению, лишь наличие не скорострельной артиллерии Круппа несколько портило проект.